# Cryptographic Message Syntax
El Cryptographic Message Syntax (CMS) es un estándar de la IETF para proteger mensajes criptográficamente. En él se definen las sintaxis para firmar digitalmente, realizar hash, realizar mac o para cifrar cualquier tipo de dato. CMS se basa en la sintaxis de PKCS#7, que a su vez se basa en el estándar Privacy-Enhanced Mail. La versión más moderna de CMS  se define en la RFC 5652 (ver también la RFC 5911 de módulos ASN.1 acordes al estándar ASN.1 2002).
CMS se construye alrededor del sistema de manejo de claves certificate-based así como el perfil definido por PKIX working group.
CMS se usa como el componente clave para muchos otros estándares criptográficos como S/MIME, PKCS#12 y el protocolo de sellado digital (RFC 3161).
OpenSSL es un software de código libre que permite cifrar, descifrar, firmar, verificar, comprimir y descomprimir documentos acordes a este estándar.

## Normas y estándares
CMS está en constante desarrollo:
- RFC 2315 - PKCS # 7 Versión 1.5 (obsoleto).
- RFC 2630 - CMS 1.0, junio de 1999 (obsoleto).
- RFC 3369 - CMS 2.0, agosto de 2002 (obsoleto).
- RFC 3852 - CMS 3.0, julio de 2005 (obsoleto).
- RFC 5652 - CMS 4.0, septiembre de 2009 (actual):
  - RFC 8933 : actualización del CMS para la protección de identificadores de algoritmos, octubre de 2020.